# 北博山镇
北博山镇是中国山东省淄博市博山区下辖的一个镇。

## 行政区划
北博山镇下辖郭庄东村、郭庄西村、石泉村、五福峪村、邀兔村、谢家店村、北博山村、盆泉村、南沙村、西沙村、北沙村、洪山口村、朱家南村、朱家东村、朱家西村、朱家北村。

## 人口
2010年中国第六次人口普查时，北博山镇共有人口25001人。共有家庭9260户，平均每户2.69人。14岁以下的少年儿童共3318人，占总人口13.27%；15-64岁人口共18726人，占总人口74.90%；65岁及以上的老年人共2957人，占总人口的11.82%。男性共计12690人，占总人口50.75%；女性共计12311，占总人口49.24%。本地居住的人口中，拥有本地户籍的人口为24723人，占98.88%。
1. ↑  中国国务院人口普查办公室、中国国家统计局人口就业统计司等. . 统计年鉴分享平台: 表15 山东省乡、镇、街道人口. 2010  [2018-07-19]. （原始内容 (收费)存档于2018-07-19）.